# Ajn as-Sarid
Ajn as-Sarid (arab. عين الثريد; fr. Aïn Thrid) – jedna z 52 gmin w prowincji Sidi Bu-l-Abbas, w Algierii, znajdująca się w północno-zachodniej części kraju. W 2008 roku gminę zamieszkiwało 16013 osób. Numer statystyczny gminy w Office National des Statistiques d'Algérie to 2215.